# Pere Pugès i Dorca
Pere Pugès i Dorca   (Sant Boi de Llobregat, 1951) és un empresari i activista català, d'ideologia independentista catalana, membre d'Independentistes d'Esquerres i un dels quatre fundadors de l'Assemblea Nacional Catalana.
Va néixer a Sant Boi de Llobregat el 1951.
Militant del Partit Socialista d'Alliberament Nacional dels Països Catalans (PSAN), va participar activament en l'organització de la Diada de 1976. Pugès, que va formar part del moviment de Nacionalistes d'Esquerra, es va presentar com a candidat en les eleccions municipals de 1979 en el seu municipi natal dins de la coalició del PSAN amb la Lliga Comunista Revolucionària. Fracassada la candidatura, que no va obtenir cap regidor, Pugès i un grup de correligionaris entristes es van afiliar al Partit dels Socialistes de Catalunya (PSC), partit pel qual va ser escollit regidor de la corporació del 1987 al 1991 a l'Ajuntament de Sant Boi.
Entre 1989 i 1989 va exercir de vicepresident del Consorci per a la Normalització Lingüística de la Generalitat de Catalunya. I es va dedicar també als seus negocis privats.
Va ser un dels quatre ideòlegs darrere de la creació de l'Assemblea Nacional Catalana (ANC), al costat de Miquel Strubell, Miquel Sellarès i Enric Aïnsa. I el 2013 fou expedientat al costat de Jordi Manyà, Joan Contijoch, Víctor Cucurull, Teresa Canas i Ramon Reig després de desaparèixer 75.000€ en el primer acte de l'ANC, al Palau Sant Jordi.
Mà dreta de Carme Forcadell, seria el centre de les acusacions de «falta de transparència» en la ANC prèvies a les eleccions internes de 2014.